# Wilhelm Engel (Historiker)
Wilhelm Engel (* 19. März 1905 in Meiningen; † 23. April 1964 in Würzburg) war ein deutscher Historiker. Er war unter anderem thüringischer und fränkischer Landeshistoriker.

## Leben
Engel, Sohn des Landgerichtsrates Max Engel, war in seiner Jugend Mitglied der Wandervogelbewegung und nach 1921 des völkischen Jugendbundes Adler und Falken. 1921 schloss er sich dem Deutschvölkischen Schutz- und Trutzbund an.
Am 15. März 1923 erwarb Engel das Reifezeugnis am heimischen Gymnasium und begann im Sommersemester desselben Jahres sein Studium der Geschichte und Germanistik an der Philipps-Universität Marburg, das er durch ein Studiensemester in Tübingen und Wien unterbrach. Als Student in Marburg wurde er Mitglied des Freikorps Oberland und fungierte 1923/24 als Zeitfreiwilliger bei der Schwarzen Reichswehr. Am 15. Dezember 1926 promovierte er zum Dr. phil. mit der Dissertation Wirtschaftliche und soziale Kämpfe in Thüringen (insonderheit im Herzogtum Meiningen) vor dem Jahre 1848. Im folgenden Jahr machte er sein Staatsexamen für das Lehramt an höheren Schulen (Hauptfach Geschichte, Nebenfach Staatsbürgerkunde).
Am 1. Juni 1927 trat Engel, der bereits zuvor für seine Dissertation jeweils drei Monate im Thüringischen Staatsarchiv Meiningen und im Preußischen Staatsarchiv Marburg gearbeitet hatte, auf Empfehlung von Rudolf Häpke und Edmund E. Stengel eine Stelle am Thüringischen Staatsarchiv Weimar unter Armin Tille an. Im Februar 1929 bestand Engel die Prüfungen zum Archivassessor und Studienassessor mit guten bzw. sehr guten Noten. Am 1. April wurde er in den thüringischen Archivdienst übernommen. Zunächst in Weimar tätig, war er auch für die Leitung der Archive in Altenburg und Rudolstadt zuständig. Am 1. September 1932 wurde er zum Staatsarchivrat ernannt. Im Februar 1933 übergab er die Leitung des Rudolstadter Archivs an Willy Flach, die des Altenburger Archivs behielt er bis 16. März 1935.
Zum 1. Mai 1933 trat Engel in Weimar der NSDAP (Mitgliedsnummer 2.194.554) und der SS bei. In der Folge hielt er Vorträge an der thüringischen Staatsschule für Führertum und Politik in Egendorf bei Blankenhain, wurde Beirat im Landesamt für Rassewesen im thüringischen Innenministerium und war heimatgeschichtlich im NS-Lehrerbund aktiv.
Am 19. März 1935 wurde Engel Hilfsarbeiter im Amt für Wissenschaft im Reichsministerium für Wissenschaft, Erziehung und Volksbildung und ab 1. Oktober desselben Jahres in Nachfolge seines Vorgesetzten Karl August Eckhardt Bearbeiter für Personalfragen der geschichtswissenschaftlichen Institutionen im Deutschen Reich. Im gleichen Jahr habilitierte sich Engel an der Universität Marburg mit einer Arbeit über Johann Friedrich Schannat (1683–1739). Schon am 24. März 1936 wurde Engel Privatdozent für mittelalterliche Geschichte und historische Hilfswissenschaften an der Universität Berlin, am 20. Mai folgte eine planmäßige und am 9. Juni 1936 eine außerordentliche Professur, wodurch er preußischer Beamter und sein Beamtenverhältnis zum thüringischen Staat aufgehoben wurde.
Am 25. März 1936 übernahm Engel zudem die kommissarische Leitung des Reichsinstituts für ältere deutsche Geschichtskunde (Monumenta Germaniae Historica) und wurde am 8. August 1936 kommissarischer Direktor des Deutschen Historischen Instituts in Rom. Im Februar 1937 durch Walter Frank in den Sachverständigenbeirat des Reichsinstituts berufen, wurde Engel jedoch auf Betreiben seines früheren Vorgesetzten Eckhardt bei Heinrich Himmler bereits am 6. April 1937 von seiner ministeriellen Tätigkeit entbunden. Sein Nachfolger am Deutschen Historischen Institut in Rom wurde im Oktober 1937 sein ehemaliger Lehrer Stengel. Mit Wirkung vom 1. November 1937 lehrte Engel fortan an der Universität Würzburg mittelalterliche Geschichte, historische Hilfswissenschaften und fränkische Landeskunde, bis er bei Ausbruch des Krieges zum Wehrdienst einberufen wurde.
Engel geriet kurz vor Kriegsende in amerikanische Kriegsgefangenschaft, die er im September 1945 verließ. Seinen Lehrstuhl in Würzburg verlor er wegen seiner nationalsozialistischen Tätigkeiten. In einem Spruchkammerverfahren wurde er jedoch am 17. Juni 1947 als bloßer „Mitläufer“ eingestuft. Engel gehörte zu den wenigen Historikern, die nach 1945 nicht auf eine Professur zurückkehrten.
1950 promovierte Engel an der Universität Erlangen mit einer rechtshistorischen Arbeit mit dem Titel Studien zur Geschichte von Vogtei und Oblei im Bistum Würzburg. Obwohl er bis zu seinem Lebensende nicht mehr in den akademischen Lehrbetrieb zurückkehren konnte, blieb er in den Nachkriegsjahren weiterhin in vielen wissenschaftlichen Organisationen und durch umfassende Veröffentlichungen aktiv. 1958 und 1959 erfolgte jedoch sein Ausschluss aus der Kommission für bayerische Landesgeschichte und vom Amt des wissenschaftlichen Leiters der Gesellschaft für fränkische Geschichte. Zu Würzburg im Bild von Willy Schmitt-Lieb, herausgegeben 1956 in Würzburg, schrieb er den Begleittext. Von der Familie getrennt und von seinen Freunden entfremdet, starb Engel vereinsamt und krank.
Sein wissenschaftlicher Nachlass befindet sich im Stadtarchiv Würzburg und in der Universitätsbibliothek Würzburg.

## Veröffentlichungen (Auswahl)
- als Hrsg. mit Willy Flach: Festschrift, Valentin Hopf zum achtzigsten Geburtstag, 27. Januar 1933. Frommann, Jena 1933.
- Das Archiv des Historischen Vereins von Unterfranken und Aschaffenburg. Würzburg 1948.
- Studien zur Geschichte von Vogtei und Oblei im Bistum Würzburg. Volkach 1950 (Jur. Diss.).
- mit Max H. von Freeden: Eine Gelehrtenreise durch Mainfranken 1660 (= Mainfränkische Hefte. Band 15). Würzburg 1952.
- als Hrsg.: Urkundenregesten zur Geschichte der kirchlichen Verwaltung des Bistums Würzburg im hohen und späten Mittelalter (1136–1488). Schöningh, Würzburg 1954.
- als Hrsg.: Urkundenregesten zur Geschichte der Städte des Hochstifts Würzburg (1172–1413) (= Regesta Herbipolensia. Band 3). Schöningh, Würzburg 1956.
- als Hrsg.: Würzburger Urkundenregesten vor dem Jahre 1400. Freunde Mainfränkischer Kunst und Geschichte e. V., Würzburg 1958.
- als Hrsg.: Urkundenregesten zur Geschichte der kirchlichen Verwaltung der Grafschaft Wertheim 1276–1499. Historischer Verein e. V., Wertheim 1959; Hart, Volkach vor Würzburg 1959.